# Bengalia roubaudi
Bengalia roubaudi este o specie de muște din genul Bengalia, familia Calliphoridae, descrisă de Rickenbach, Hamon și Mochet în anul 1960.
Este endemică în Congo. Conform Catalogue of Life specia Bengalia roubaudi nu are subspecii cunoscute.